# الجهد بين الذرات

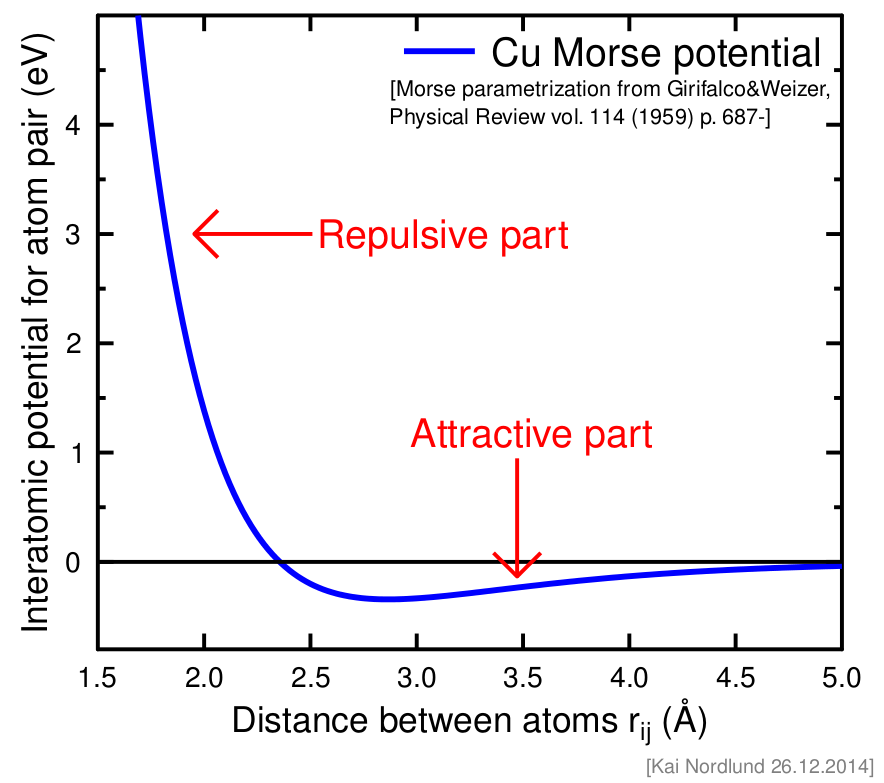
الشكل النموذجي للجهد بين زوج من الذرات.

الجهد بين الذرات (بالإنجليزية: Interatomic potentials)‏ هو دالة رياضية لحساب طاقة الوضع لنظام من الذرات مُوزعة في مواضع معينة في الفراغ، ويعتمد على المسافات البينية بين تلك الذرات. يُستخدم الجهد بين الذرات على نطاق واسع بوصفه أساس فيزيائي لمحاكاة الميكانيكا الجزيئية والديناميكا الجزيئية في الكيمياء المحوسبة والفيزياء المحوسبة كذلك في علوم المواد المحوسبة لشرح الخصائص المعروفة لتلك المواد أو استنتاج وتوقُّع خصائصها غير المعروفة. تتضمن أمثلة الخصائص الكمية والظواهر النوعية التي يجري استكشافها باستخدام الجهد بين الذرات ما يلي: معاملات الشبكة البلورية (بالإنجليزية: lattice parameters)‏، وطاقة السطح، وطاقة الواجهة، والامتصاص (الامتزاز)، وقوى التماسك، والتمدد الحراري، وسلوك المواد المرنة والمواد اللدنة، بالإضافة إلى التفاعلات الكيميائية.

## شكل الدالة
يمكن كتابة الجهد بين الذرات على هيئة مفكوك متسلسلة للحدود الدالية التي تعتمد على موضع ذرة واحدة، أو اثنتين، أو ثلاث، وما إلى ذلك في وقت واحد. ومن ثم فإن الجهد الكلي لنظام {\displaystyle \textstyle V_{\mathrm {} }} مُكون من عدد {\displaystyle \textstyle N_{\mathrm {} }} من الذرات يمكن كتابته على النحو التالي
{\displaystyle V_{\mathrm {} }=\sum _{i=1}^{N}V_{1}({\vec {r}}_{i})+\sum _{i,j=1}^{N}V_{2}({\vec {r}}_{i},{\vec {r}}_{j})+\sum _{i,j,k=1}^{N}V_{3}({\vec {r}}_{i},{\vec {r}}_{j},{\vec {r}}_{k})+\cdots }
حيث {\displaystyle \textstyle V_{1}} هو مصطلح يشير إلى الجسم الواحد، و{\displaystyle \textstyle V_{2}} يشير إلى جسمين، و{\displaystyle \textstyle V_{3}} يشير إلى ثلاثة أجسام، و{\displaystyle \textstyle N} هو عدد الذرات في ذلك النظام، بينما {\displaystyle {\vec {r}}_{i}} هو موضع الذرة {\displaystyle i}. والرموز {\displaystyle i}, {\displaystyle j} و{\displaystyle k} هي أدلة تتكرر على مواضع الذرات.
لاحظ أنه في حالة إعطاء الجهد الثنائي لكل زوج من الذرات، في المصطلح ذي الجسمين يجب ضرب الجهد بـ 1/2 لأنه بخلاف ذلك سيجري احتساب كل رابطة مرتين، وبالمثل الحد ثلاثي الأجسام يُضرب في 1/6. أو بدلا من ذلك، يمكن تقييد مجموع الأزواج بالحالات التي يكون فيها {\displaystyle \textstyle i<j} وعلى نحو مماثل بالنسبة للمصطلح ثلاثي الأجسام يكون {\displaystyle \textstyle i<j<k}، إذا كان شكل الجهد متماثلًا بالنسبة لتبديل المؤشرات {\displaystyle j} و{\displaystyle k} (قد لا يكون هذا منطبقًا بالنسبة لجهود الأنظمة متعددة العناصر multielemental systems).
يصبح مصطلح الجسم الواحد ذا معنى فقط إذا كانت الذرات موجودة في مجال خارجي (على سبيل المثال مجال كهربائي). في حالة عدم وجود مجالات خارجية، فإن الجهد {\displaystyle V} لا ينبغي أن يعتمد على الموضع المطلق للذرات، ولكن يعتمد فقط على المواضع النسبية بين الذرات. وهذا يعني أنه يمكن إعادة كتابة الدالة على صورة دالة للمسافات بين الذرات {\displaystyle \textstyle r_{ij}=|{\vec {r}}_{i}-{\vec {r}}_{j}|} والزوايا بين الروابط (المتجهات إلى الأجسام المجاورة) {\displaystyle \textstyle \theta _{ijk}}. وبالتالي في غياب القوى الخارجية يصبح الشكل العام كالتالي:
{\displaystyle V_{\mathrm {TOT} }=\sum _{i,j}^{N}V_{2}(r_{ij})+\sum _{i,j,k}^{N}V_{3}(r_{ij},r_{ik},\theta _{ijk})+\cdots }
في مصطلح الأجسام الثلاثة {\displaystyle \textstyle V_{3}} تكون المسافة بين الذرات {\displaystyle \textstyle r_{jk}} غير مطلوبة، لأن المصطلحات الثلاثة {\displaystyle \textstyle r_{ij},r_{ik},\theta _{ijk}} كافية لإعطاء المواضع النسبية للذرات الثلاثة {\displaystyle i,j,k} في الفضاء ثلاثي الأبعاد. أي حدود من الدرجة الأعلى من 2 تسمى أيضًا جهود الأجسام المتعددة many-body potentials. في بعض الجهود بين الذرات، يجري تضمين تفاعلات الجسم المتعددة في مصطلح جهد الزوج (انظر النقاش حول الجهود الشبيهة بـ EAM وجهود ترتيب الرابطة أدناه).
من حيث المبدأ، فإن تجميع المصطلحات يمتد إلى جميع {\displaystyle N} من الذرات. ومع ذلك، إذا كان نطاق الجهد بين الذرات محدودًا، أي أن الجهود {\displaystyle \textstyle V(r)\equiv 0} بعد مسافة معينة {\displaystyle \textstyle r_{\mathrm {cut} }}، يمكن أن يقتصر التجميع على الذرات التي تكون المسافات بينها أقل من مسافة القطع {\displaystyle \textstyle r_{\mathrm {cut} }}. وباستخدام طريقة خلوية أيضًا للعثور على الذرات المجاورة، يمكن أن تكون خوارزمية MD على صورة خوارزمية O الكبرى O(N). يمكن تجميع الجهود ذات النطاق اللانهائي بكفاءة من خلال تجميع إيفالد (Ewald summation) وتطوراته اللاحقة.

## حساب القوة
يمكن الحصول على القوى المؤثرة بين الذرات عن طريق تفاضل الطاقة الكلية بالنسبة لمواضع الذرات. وهذا يعني أنه للحصول على القوة التي تؤثر على الذرة {\displaystyle i} فإنه ينبغي للمرء أن يأخذ المشتق ثلاثي الأبعاد (التدرج gradient) للجهد {\displaystyle V_{\text{tot}}} بالنسبة لموضع الذرة {\displaystyle i} :
{\displaystyle {\vec {F}}_{i}=-\nabla _{{\vec {r}}_{i}}V_{\mathrm {TOT} }}
بالنسبة لجهد جسمين، يُختصر هذا التدرج، بفضل التماثل بالنسبة لـ {\displaystyle ij} في شكل الجهد، حيث يُختصر إلى التفاضل (المشتقة) بالنسبة للمسافات بين الذرات {\displaystyle \textstyle r_{ij}}. ولكن، بالنسبة للجهد بين عدة أجسام (ثلاثة أجسام، أربعة أجسام، إلخ.) فإن التفاضل يُصبح أكثر تعقيدا إلى حد كبير، نظرا لأن الجهود قد لا تكون متماثلة بالنسبة لـ {\displaystyle ij}. وبعبارة أخرى، فإن الطاقة من الذرات {\displaystyle k} التي ليست جارة مباشرة للذرة {\displaystyle i} يمكن أن تعتمد على الموضع {\displaystyle \textstyle {\vec {r}}_{i}} بسبب الحدود الزاوية وغيرها من حدود الأجسام المتعددة، وبالتالي تؤثر في التدرج{\displaystyle \textstyle \nabla _{{\vec {r}}_{k}}}.

## فئات الجهود بين الذرات
تظهر الجهود بين الذرات بأشكال مختلفة، ولها أسباب فيزيائية مختلفة. حتى بالنسبة للعناصر الفردية المعروفة مثل السيليكون، فقد ظهرت مجموعة واسعة من الجهود المختلفة تمامًا في شكل الدالة والسبب. التفاعلات الحقيقية بين الذرات تكون ذات طبيعة ميكانيكية كمية، ولا توجد طريقة معروفة يمكن من خلالها صياغة التفاعلات الحقيقية الموصوفة بمعادلة شرودنغر أو معادلة ديراك لجميع الإلكترونات والنوى في شكل دالة تحليلية. ومن ثم فإن جميع الجهود التحليلية بين الذرات هي في الواقع تقريبات.
مع مرور الوقت أصبحت الجهود بين الذرات أكثر تعقيدًا ودقة إلى حد كبير، على الرغم من أن هذا ليس صحيحًا تمامًا. وقد شمل ذلك زيادة في أوصاف الفيزياء، فضلاً عن إضافة معاملات. حتى وقت قريب، كان من الممكن وصف جميع الجهود بين الذرات بأنها " بارامترية"، حيث جرى تطويرها وتحسينها باستخدام عدد ثابت من الحدود والمعاملات (الفيزيائية). تركز الأبحاث الجديدة بدلاً من ذلك على الجهود غير المعيارية التي يمكن تحسينها بشكل منهجي باستخدام أوصاف مجاورة ذرية محلية معقدة وتعيينات منفصلة للتنبؤ بخصائص النظام، بحيث يكون العدد الإجمالي للحدود والمعاملات مرنًا. يمكن أن تكون هذه النماذج غير المعيارية أكثر دقة بشكل كبير، ولكن نظرًا لأنها غير مرتبطة بالأشكال والمعاملات الفيزيائية، فهناك العديد من المشكلات المحتملة المتعلقة بالاستكمال وعدم اليقين .

### الجهود المعيارية

#### الجهد الثنائي
من الممكن القول بإن أبسط نموذج للتفاعل بين الذرات هو نموذج لينارد-جونز،
{\displaystyle V_{\mathrm {LJ} }(r)=4\varepsilon \left[\left({\frac {\sigma }{r}}\right)^{12}-\left({\frac {\sigma }{r}}\right)^{6}\right]}
حيث {\displaystyle \textstyle \varepsilon } هو عمق بئر الجهد potential well و{\displaystyle \textstyle \sigma } هي المسافة التي يتقاطع فيها الجهد مع الصفر. يتناسب مصطلح التجاذب مع {\displaystyle \textstyle 1/r^{6}} في الجهود التي تأتي من قياس قوى فان دير فالس، بينما يكون مصطلح التنافر {\displaystyle \textstyle 1/r^{12}} أكثر تقريبًا (عادةً يكون مُربع المصطلح التجاذب). هذا الجهد -في حد ذاته- يكون دقيق كميًا فقط للغازات النبيلة، وقد جرى دراسته على نطاق واسع في العقود الماضية، ولكنه تستخدم أيضًا على نطاق واسع للدراسات النوعية qualitative وفي الأنظمة التي تكون فيها التفاعلات ثنائية القطب مهمة، وخاصة في مجالات القوة الكيميائية (chemistry force fields) لوصف التفاعلات بين الجزيئات - وخاصة في السوائل.
يوجد جهد ثنائي آخر بسيط وواسع الاستخدام وهو جهد مورس، والذي يتكون ببساطة من مجموع دالتين أسيَّتين.
{\displaystyle V_{\mathrm {M} }(r)=D_{e}(e^{-2a(r-r_{e})}-2e^{-a(r-r_{e})})}
حيث {\displaystyle \textstyle D_{e}} هي طاقة الرابطة عند التوازن و{\displaystyle \textstyle r_{e}} هي طول الرابطة عند الاتزان. جرى تطبيق جهد مورس في دراسات الاهتزازات الجزيئية والمواد الصلبة، كما أنه كان سببًا لمعرفة شكل الدالة للجهود الأكثر دقة مثل جهود ترتيب الرابطة bond-order potentials.
غالبًا ما تُوصف المواد الأيونية بمجموع مصطلح تنافر قصير المدى، مثل جهد زوج باكنغهام (Buckingham pair potential)، وجهد كولوم طويل المدى، مما يُسبب التفاعلات الأيونية بين الأيونات التي تُشكل المادة. يمكن أن يكون المصطلح قصير المدى للمواد الأيونية أيضًا بسبب أجسام متعددة.
تحتوي الجهود الثنائية على بعض القيود المتأصلة، مثل عدم القدرة على وصف جميع ثوابت المرنة الثلاثة للمعادن المكعبة أو وصف طاقة التماسك وطاقة تكوين الفراغ بطريقة صحيحة. لذلك، تُجرى عمليات محاكاة ديناميكية جزيئية كمِّية مع مجموعة متنوعة من جهود الأجسام المتعددة.

##### جهود التنافر
في حالة كون المسافات الفاصل بين الذرات قصيرة جدًا، وهو أمر مهم في علم المواد الإشعاعية (radiation material science، يمكن وصف التفاعلات بدقة شديدة باستخدام جهود كولوم الحاجبة والتي لها الشكل العام التالي:
{\displaystyle V(r_{ij})={1 \over 4\pi \varepsilon _{0}}{Z_{1}Z_{2}e^{2} \over r_{ij}}\varphi (r/a)}
حيث: {\displaystyle \varphi (r)\to 1} عندما {\displaystyle r\to 0}. و{\displaystyle Z_{1}} و{\displaystyle Z_{2}} هي شحنات النوى المتفاعلة، و{\displaystyle a} هو ما يسمى بمُعامل الحجب. وتُعد دالة "Universal ZBL" هي دالة الحجب الشائعة الاستخدام. ويمكن الحصول على نتائج أكثر دقة من خلال حسابات الكيمياء الكمومية لجميع الإلكترونات في عمليات محاكاة تقريب الاصطدام الثنائي (binary collision approximation، يمكن استخدام هذا النوع من الجهود لوصف قدرة الإيقاف النووية.

#### جهود الأجسام المتعددة
جهد ستيلنجر-ويبر هو جهد له حدود ذات جسمين وثلاثة أجسام في الشكل القياسي
{\displaystyle V_{\mathrm {TOT} }=\sum _{i,j}^{N}V_{2}(r_{ij})+\sum _{i,j,k}^{N}V_{3}(r_{ij},r_{ik},\theta _{ijk})}
حيث يصف مصطلح الأجسام الثلاثة كيفية تغير طاقة الوضع مع انحناء الرابطة. جرى دراسته في الأصل لمادة السيليكون النقي، ولكن جرى توسيعه لاحقًا ليشمل العديد من العناصر والمركبات الأخرى، وشكَّل أيضًا الأساس لجهود السيليكون الأخرى.
من الشائع جدًا أن تُوصف المعادن بما يمكن تسميته بجهود "شبيهة بـ EAM"، أي الجهود التي تشترك في نفس شكل الدالة مثل نموذج الذرة المضمن (embedded atom model). في هذه الجهود، يُكتب إجمالي طاقة الوضع
{\displaystyle V_{\mathrm {TOT} }=\sum _{i}^{N}F_{i}\left(\sum _{j}\rho (r_{ij})\right)+{\frac {1}{2}}\sum _{i,j}^{N}V_{2}(r_{ij})}
حيث {\displaystyle \textstyle F_{i}} هي ما يسمى بدالة التضمين (لا ينبغي الخلط بينها وبين القوة {\displaystyle \textstyle {\vec {F}}_{i}}) وهي دالة في مجموع ما يسمى بكثافة الإلكترون {\displaystyle \textstyle \rho (r_{ij})}. أما {\displaystyle \textstyle V_{2}} فهو جهد ثنائي يكون عادةً تنافر تمامًا. في الصيغة الأصلية، دالة كثافة الإلكترون {\displaystyle \textstyle \rho (r_{ij})} نحصل عليها من كثافات الإلكترونات الذرية الحقيقية، وجرى استنباط دالة التضمين من نظرية الكثافة الوظيفية باعتبارها الطاقة اللازمة "لتضمين" الذرة في كثافة الإلكترون. ومع ذلك، فإن العديد من الجهود الأخرى المستخدمة للمعادن تشترك في نفس شكل الدالة ولكنها تتناول المصطلحات بشكل مختلف، على سبيل المثال بناءً على نظرية الربط المحكم (tight-binding theory) أو أسباب أخرى.
عادةً ما تُستخدم الجهود المُشابهة لـ EAM على هيئة جداول رقمية. تتوفر مجموعة من الجداول في مستودع الجهود بين الذرات في المعهد الوطني للمعايير والتكنولوجيا.
غالبًا ما تُوصف المواد المرتبطة بروابط تساهمية من خلال جهود ترتيب الرابطة (bond order potentials)، والتي تسمى أحيانًا أيضًا جهود شبيهة بـ تيرسوف أو شبيهة بـ برينر.
وهي بشكل عام لها شكل يشبه الجهد الثنائي:
{\displaystyle V_{ij}(r_{ij})=V_{\mathrm {repulsive} }(r_{ij})+b_{ijk}V_{\mathrm {attractive} }(r_{ij})}
حيث أن جزء التنافر والتجاذب هي دوال أسيّة بسيطة مشابهة لتلك الموجودة في جهد مورس. ومع ذلك، فإن القوة (طاقة الرابطة) تتعدل حسب بيئة الذرة {\displaystyle i} عبر مصطلح {\displaystyle b_{ijk}}. إذا نُفِّذت دون اعتماد زاوي صريح، يمكن إثبات أن هذه الجهود تُعادِل رياضيًا بعض أنواع الجهود المشابهة لـ EAM وبسبب هذا التكافؤ، أمكن تنفيذ صيغة جهد ترتيب الرابطة أيضًا للعديد من المواد المختلطة المعدنية التساهمية.
جرى أيضًا توسيع جهود EAM لوصف الرابطة التساهمية عن طريق إضافة مصطلحات تعتمد على الزاوية إلى دالة كثافة الإلكترون {\displaystyle \rho }، في ما يسمى بطريقة الذرة المضمنة المعدلة (modified embedded atom method MEAM).

##### مجال القوة
مجال القوة (force field) هو مجموعة من المٌعاملات لوصف التفاعلات الفيزيائية بين الذرات أو الوحدات الفيزيائية (حتى ~10 8) باستخدام تعبير طاقة معين. يصف مصطلح مجال القوة مجموعة المٌعاملات لجهد معين بين الذرات (دالة الطاقة) ويُستخدم غالبًا في مجتمع الكيمياء المحوسوبة. مُعاملات مجال القوة هي التي تصنع الفارق بين النماذج الجيدة والرديئة. تُستخدم مجالات القوة لمحاكاة المعادن والسيراميك والجزيئات والكيمياء والأنظمة البيولوجية، وتُغطي الجدول الدوري بأكمله والمواد متعددة المراحل. يُعد الأداء الآن هو الأفضل بالنسبة للمواد ذات الحالة الصلبة، والسوائل الجزيئية، والجزيئات الحيوية الكبيرة، حيث كانت الجزيئات الحيوية الكبيرة هي المحور الأساس لمجالات القوة من سبعينيات القرن العشرين إلى أوائل العقد الأول من القرن الحادي والعشرين. تتراوح مجالات القوة من نماذج الرابطة الثابتة البسيطة والقابلة للتفسير نسبيًا (على سبيل المثال، مجال قوة الواجهة، CHARMM، وCOMPASS) إلى النماذج التفاعلية الصريحة مع العديد من مُعاملات الملاءمة القابلة للتعديل (على سبيل المثال، ReaxFF) ونماذج تعلم الآلة (machine learning models).

### الجهود غير المعيارية
يجب أولاً ملاحظة أن الجهود غير المعيارية Non-parametric غالبًا ما يشار إليها بـ جهود "تعلُم الآلة machine learning". في حين أن أشكال الوصف/التعيين للنماذج غير المعيارية ترتبط ارتباطًا وثيقًا بتعلُم الآلة بشكل عام وطبيعتها المعقدة تجعل تحسينات ملاءمة تعلُم الآلة ضرورية تقريبًا، فإن التمايز مهم من حيث أنه يمكن أيضًا تحسين النماذج معيارية باستخدام تعلُم الآلة.
تتضمن الأبحاث الحالية في الجهود بين الذرات استخدام أشكال رياضية غير معيارية قابلة للتحسين بشكل منهجي وطرق تعلم الآلة المعقدة بشكل متزايد. ثم تُكتب الطاقة الكلية {\displaystyle V_{\mathrm {TOT} }=\sum _{i}^{N}E(\mathbf {q} _{i})} حيث {\displaystyle \mathbf {q} _{i}} هو تمثيل رياضي للبيئة الذرية المحيطة بالذرة {\displaystyle i}، والمعروفة باسم الواصف descriptor. و{\displaystyle E} هو نموذج تعلُّم آلي يوفر تنبؤًا بطاقة الذرة {\displaystyle i} بناءً على مخرجات الواصف. تتطلب جهود تعلُّم الآلة الدقيقة وصفًا قويًا وإطارًا مناسبًا لتعلُّم الآلة. أبسط واصف هو مجموعة المسافات بين الذرات من الذرة {\displaystyle i} للذرات المجاورة لها، مما يؤدي إلى إمكانية إنشاء جهد ثنائي عن طريق تعلُّم الآلة. ومع ذلك، هناك حاجة إلى واصفات أكثر تعقيدًا في حالة الأجسام المتعددة لإنتاج جهود دقيقة للغاية. من الممكن أيضًا استخدام مجموعة خطية من الواصفات المتعددة مع نماذج التعلُّم الآلي المرتبطة بها. أمكن الحصول على الجهود باستخدام مجموعة متنوعة من أساليب التعلُّم الآلي والواصفات والتعيينات، بما في ذلك الشبكات العصبية الاصطناعية، والانحدار الغاوسي Gaussian process regression، والانحدار الخطي.
يجري تدريب الجهود غير المعيارية في أغلب الأحيان على إجمالي الطاقات والقوى و/أو الضغوط التي نحصل عليها من الحسابات على المستوى الكمومي، مثل نظرية الكثافة الوظيفية، كما هو الحال مع معظم الجهود الحديثة. ومع ذلك، يمكن دمج دقة جهود التعلُّم الآلي بحيث تصبح قابلة للمقارنة مع الحسابات الكمية الأساسية، على عكس النماذج التحليلية. ومن ثم، فهي عمومًا أكثر دقة من الجهود التحليلية التقليدية، ولكنها في المقابل أقل قدرة على الاستقراء. وعلاوة على ذلك، ونظراً لتعقيد نموذج التعلُّم الآلي والواصفات، فإنها أكثر تكلفة من الناحية الحسابية من نظيراتها التحليلية.
يمكن أيضًا دمج الجهود غير المعيارية التي جرى تعلُّمها آليًا مع الجهود التحليلية المعيارية، على سبيل المثال لتضمين الفيزياء المعروفة مثل تنافر كولوم، أو لفرض قيود فيزيائية على التوقعات.

## ملاءمة الجهود
نظرًا لأن الجهود بين الذرات هي تقريبية، فإنها تنطوي بالضرورة على مُعاملات تحتاج إلى تعديل لبعض القيم المرجعية. في الجهود البسيطة مثل جهود لينارد-جونز ومورس، تكون المُعاملات قابلة للتفسير ويمكن ضبطها لتتوافق على سبيل المثال مع طول الرابطة المتوازنة وقوة الرابطة لجزيء ثنائي الترابط أو طاقة السطح لمادة صلبة. يمكن لجهد لينارد-جونز عادةً وصف مُعاملات الشبكة وطاقات السطح والخصائص الميكانيكية التقريبية. غالبًا ما تحتوي جهود الأجسام المتعددة على عشرات أو حتى مئات من المُعاملات القابلة للتعديل ذات القدرة المحدودة على التفسير وعدم التوافق مع الجهود بين الذرات للجزيئات المرتبطة. يمكن ملاءمة مثل هذه المجموعات من المُعاملات لمجموعة أكبر من البيانات التجريبية، أو خصائص المواد المستمدة من بيانات أقل موثوقية مثل نظرية الكثافة الوظيفية. بالنسبة للمواد الصلبة، يمكن لجهود الأجسام المتعددة أن تصف غالبًا ثابت الشبكة البلورية لبنية البلورة المتوازنة، وطاقة التماسك، وثوابت المرونة الخطية، بالإضافة إلى خصائص العيوب البلورية الأساسية لجميع العناصر والمركبات المستقرة بشكل جيد، على الرغم من أن الانحرافات في الطاقة السطحية غالبًا ما تتجاوز 50%. تحتوي الجهود غير المعيارية بدورها على مئات أو حتى آلاف المُعاملات المستقلة التي يجب أن تتناسب معها. بالنسبة لأي نموذج، باستثناء أبسط أشكاله، فإن التحسين المتطور وطرق التعلُّم الآلي ضرورية للحصول على جهود مفيدة.
الهدف من معظم دوال الجهود هو جعل الجهود قابلة للنقل transferable، أي أنها يمكن أن تصف خصائص المواد التي تختلف بوضوح عن تلك التي جرى تجهيزها بها (للحصول على أمثلة على الجهود التي تهدف صراحةً إلى ذلك، انظر على سبيل المثال المراجع التالية:). تتمثل الجوانب الرئيسة هنا في التمثيل الصحيح للروابط الكيميائية، والتحقق من صحة الهياكل والطاقات، بالإضافة إلى إمكانية تفسير جميع المُعاملات. يُمكن الوصول إلى القدرة الكاملة على النقل والتفسير باستخدام مجال قوة الواجهة (Interface force field IFF). كمثال على قابلية النقل الجزئي، تصف مراجعة الجهود بين الذرات للسيليكون أن جهود ستيلنجر-ويبر وتيرسوف III للسيليكون يمكن أن تصف العديد من خصائص المواد (ولكن ليس كلها) التي لم تكن ملائمة لها.
يوفر مستودع الجهود بين الذرات التابع للمعهد الوطني للمعايير والتكنولوجيا مجموعة من الجهود بين الذرات الملائمة، إما في صورة قيم مُعاملات ملائمة أو جداول رقمية لدوال الجهود. يوفر مشروع OpenKIM أيضًا مستودعًا للجهود الملائمة، إلى جانب مجموعات من اختبارات التحقق وإطار عمل برمجي لتعزيز إمكانية إعادة الإنتاج في المحاكاة الجزيئية باستخدام الجهود بين الذرات.

## الجهود بين الذرية المُعلَّمة آليًا
منذ تسعينيات القرن العشرين، استُخدِمت برامج التعلُّم الآلي لاستنتاج الجهود بين الذرات، ورسم خرائط للهياكل الذرية لطاقاتها المحتملة. يشار إليها عمومًا باسم "جهود التعلم الآلي" (machine learning potentials MLPs) أو باسم "جهود التعلم الآلي بين الذرات" (MLIPs). تساعد جهود التعلُّم الآلي هذه في سد الفجوة بين المحاكاة عالية الدقة ولكنها مكثفة حسابيًا مثل نظرية الكثافة الوظيفية وبين الجهود التجريبية الأخف حسابيًا ولكنها أقل دقة بكثير. أظهرت الشبكات العصبية الأصطناعية المبكرة نتائج واعدة، ولكن عدم قدرتها على تفسير تفاعلات الطاقة بين الذرية بشكل منهجي جعل تطبيقاتها مقصورة على الأنظمة الأصغر والأقل أبعادًا، مما أبقاها إلى حد كبير ضمن حدود الأوساط الأكاديمية. ومع ذلك، مع التقدم المستمر في تكنولوجيا الذكاء الاصطناعي، أصبحت أساليب تعلُّم الآلة أكثر دقة بشكل ملحوظ، مما يضع التعلُّم الآلي لاعبًا مهمًا في حساب الجهود.
لقد أحدثت الشبكات العصبية الاصطناعية الحديثة ثورة في بناء جهود ضوئية دقيقة للغاية بحسابات بسيطة من خلال دمج الفهم النظري لعلم المواد في بنيتها ومعالجتها المسبقة. وتمثل جميع التفاعلات بين الذرة وجارتها حتى نصف قطر القطع. عادةً ما تستقبل هذه الشبكات العصبية إحداثيات ذرية وتُخرج طاقات الوضع. وفي بعض الأحيان يمكن تحويل الإحداثيات الذرية باستخدام دوال التماثل الممركزة على الذرة أو دوال التماثل الزوجي قبل إدخالها في الشبكات العصبية. كان لترميز التناظر دور محوري في تعزيز إمكانات التعلُّم الآلي من خلال تقييد مساحة البحث في الشبكات العصبية بصورة كبيرة.
وعلى العكس من ذلك، تتعلم الشبكات العصبية الناقلة للرسائل (message-passing neural networks MPNNs)، وهي شكل من أشكال الشبكات العصبية البيانية، واصِفاتها الخاصة وترميزات التناظر. فهي تُعامل الجزيئات على أنها رسوم بيانية ثلاثية الأبعاد وتقوم بتحديث متجهات الصفات لكل ذرة بشكل متكرر أثناء معالجة المعلومات حول الذرات المجاورة من خلال دوال الرسائل والالتواءات. وتُستخدم بعد ذلك متجهات الصفات هذه للتنبؤ مباشرةً بالجهود النهائية. في عام 2017، استُخدِم أول نموذج للشبكات العصبية MPNN على الإطلاق، لحساب خصائص الجزيئات العضوية الصغيرة. وقد أدى التقدم في هذه التقنية إلى تطوير Matlantis في عام 2022، والذي يُطبق جهود التعلم الآلي تجاريًا لاكتشاف مواد جديدة. يُظهر برنامج Matlantis، الذي يمكنه محاكاة 72 عنصرًا، والتعامل مع ما يصل إلى 20 ألف ذرة في وقت واحد، وتنفيذ الحسابات بسرعة تصل إلى 20 مليون مرة أسرع من نظرية الكثافة الوظيفية بدقة لا يمكن تمييزها تقريبًا، قوة جهود التعلُّم الآلي في عصر الذكاء الاصطناعي.
يوجد فئة أخرى من جهود التعلُّم الآلي وهي جهود التقريب الغاوسي (GAP)، والتي تجمع بين الواصفات المدمجة للبيئات الذرية المحلية مع الانحدار الغاوسي للتعلُّم الآلي لسطح طاقة الوضع لنظام معين. حتى الآن، استُخدِم إطار عمل GAP لتطوير عدد من MLIPs بنجاح لأنظمة مختلفة، بما في ذلك الأنظمة الأولية مثل الكربون والسيليكون، والتنغستين، وكذلك الأنظمة متعددة المكونات مثل Ge2Sb2Te5 والفولاذ المقاوم للصدأ الأوستنيتي، Fe7Cr2Ni.

## موثوقية الجهود بين الذرات
غالبًا ما تتجاوز الجهود بين الذرية التقليدية دقة الطرق البسيطة التي تعتمد على ميكانيكا الكم مثل نظرية الكثافة الوظيفية، بتكلفة حسابية أقل بمليون مرة. يُوصى باستخدام الجهود بين الذرات لمحاكاة المواد النانوية والجزيئات الحيوية الكبيرة والإلكتروليتات من بضعة ذرات إلى ملايين الذرات عندمقياس 100 نانومتر وما بعده. وكحد أدنى، لم يجري تضمين كثافات الإلكترونات والعمليات الكمومية على المستوى المحلي لمئات الذرات. عندما يكون الأمر مثيرًا للاهتمام، يمكن استخدام طرق الكيمياء الكمومية ذات المستوى الأعلى محليًا.
غالبًا ما تُقاس متانة النموذج في ظروف مختلفة غير تلك المستخدمة في عملية التجهيز من حيث قابلية نقل الجهود.

## روابط خارجية
- مستودع الإمكانات بين الذرية التابع للمعهد الوطني للمعايير والتكنولوجيا
- NIST JARVIS-FF
- قاعدة المعرفة المفتوحة للنماذج بين الذرية (OpenKIM)